# Обед Асамоах
Обед Яо Асамоах (англ. Obed Yao Asamoah; 6 лютого 1936) — провідний ганський політик. Міністр закордонних справ Гани. Генеральний прокурор Гани (1981—1997).

## Життєпис
Асамоах здобув освіту в Лондонському коледжі Кінга та в Колумбійському університеті. Він був викладачем права в університеті Гани. Серед його відомих студентів — професор Джон Еванс Атта Міллс (колишній президент Гани), Цацу Циката, Нана Аддо Данква Акуфо-Аддо.
Голова опозиційного Національно-демократичного конгресу (НДК), перемігши колишнього міністра оборони Альхаджі Іддрісу лише 2 голосами. У 2006 році він втратив посаду голови партії. Невдовзі після поразки пішов у відставку з посади голови партії. Після звинувачень у тому, що він «вкрав» близько 10 тис. цеді в середині 90-х, 28 серпня 2006 року, він та інші політики (більшість з яких також пішли з посади NDC) створив нову політичну партію демократичної свободи (DFP). Незважаючи на спекуляції, що Асамоах буде балотуватися в президенти в 2008 році, він заявив, що ніколи не мав наміру балотуватися в президенти і не буде домагатися президентства, а натомість працювати над тим, щоб здобути перемогу для своєї партії на національних виборах цього року. У жовтні 2011 р. Д-р. Обед Асамоах та його Партія демократичної свободи (DFP) знову приєднуються до Національного демократичного конгресу (NDC). Він назвав «марнотратне мислення», припущення, що DFP об'єдналося з NDC через пропозиції щодо призначення міністрів. За його словами, рішення партії про об'єднання з НДК виходить виключно з урахуванням зростаючої внутрішньої демократії всередині НДК.